# Mattelift

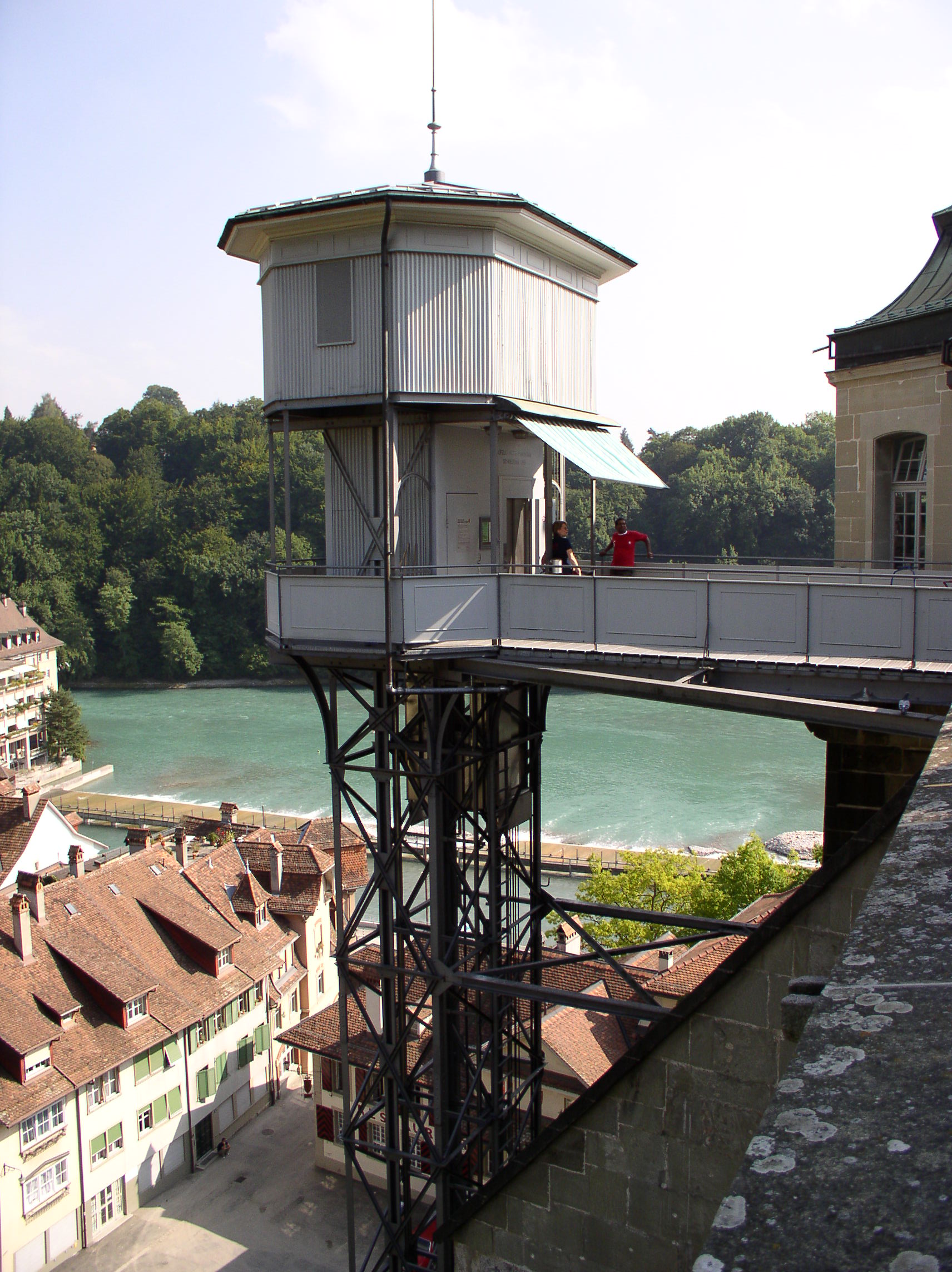
Der Mattelift

Der Mattelift, im Volksmund auch als Senkeltram bezeichnet, ist ein elektrischer Personenaufzug, der die Münsterplattform in Bern mit der 31,5 Meter tiefer gelegenen Badgasse im Mattequartier verbindet.

## Geschichte
1894 wurde ein Initiativkomitee gegründet, das zum Bau des Matteliftes anregte. Die 1896 gegründete Elektrische Personenaufzug Matte–Plattform AG beauftragte das Berliner Unternehmen Siemens & Halske mit der Ausführung. Am 22. April 1897 ging der Lift in Betrieb. Ursprünglich bestand die Anlage aus zwei Kabinen, die im Gegenzug aufgehängt waren. Zur Reduktion der Personalkosten wurde ab 1910 jedoch nur noch eine Kabine betrieben und bei einem Umbau 1920 die zweite Kabine durch Gegengewichte ersetzt. 1952 wurde die noch bestehende Kabine durch eine neue geräumige Kabine aus Metall ersetzt, 1995 die Stahlkonstruktion für 170'000 Franken komplett renoviert.
Im Herbst 2008 ersetzte das ortsansässige Unternehmen Emch Aufzüge AG die bestehende Stahlkabine durch eine verglaste, mit einer Bodenheizung versehene Kabine. Ebenso wurde der Antriebsmotor, die elektronische Steuerung und das Stahlseil ersetzt. Die Erneuerung kostete 180'000 Franken. Dabei sind 30'000 Franken für eine Fahrplanverdichtung der Bernmobil-Linie 30 auf einen 20-Minuten-Takt aufzuwenden.
Seit 1896 wurde der Lift von Männern betrieben, 2020 kam erstmals eine Frau zum Team.

## Daten
Da die Nutzung nicht kostenlos erfolgt, ist der Aufzug als öffentliches Verkehrsmittel im Sinne des Eidgenössischen Personenbeförderungsgesetzes klassiert. Mit Verfügung vom 1. Februar 2008 wurde diese Einstufung bestätigt und die Konzession bis Ende 2026 verlängert. Es gibt in der Schweiz nur noch einen weiteren Aufzug, der mit eidgenössischer Konzession verkehrt, nämlich der Hammetschwand-Lift am Bürgenstock. Heute ist der Mattelift in den Libero-Tarifverbund integriert. Ergänzend gilt ein eigenständiger Haustarif, inklusive eines entsprechenden Abonnements. 1896 kostete das Einzelbillett 10 Rappen, 2023 Fr. 1.50. Der Verkauf erfolgt durch einen Aufzugführer. Seit dem 1. Juni 2022 ist das Schweizer Generalabonnement und somit auch der Swiss Travel Pass gültig.
Es werden täglich etwa 800 Personen befördert, die meisten von unten nach oben. 2007 betrug die Transportleistung 316'500 Personen. 
Zu Fuss lässt sich die Rückseite des Berner Münsters von der Matte aus auch über die 183 Holzstufen der aus dem 14. Jahrhundert stammenden Mattetreppe erreichen, die sich in unmittelbarer Nähe der Talstation des Mattelifts befindet.